# Pirot
Pirot er en by i det østlige Serbien, med et indbyggertal (pr. 2002) på cirka 63.791. Byen er hovedstad i Pirot-distriktet.
43°10′N 22°36′Ø / 43.167°N 22.600°Ø
- Wikimedia Commons har flere filer relateret til Pirot